# Lupola variabilis
Lupola variabilis är en insektsart som beskrevs av Gustaf Emanuel Haglund 1899. Lupola variabilis ingår i släktet Lupola och familjen dvärgstritar. Inga underarter finns listade i Catalogue of Life.